# C/2018 V1
C/2018 V1（梅克賀茲-藤川-岩本，Machholz-Fujikawa-Iwamoto）是一顆軌道為拋物線的彗星，它於2018年11月7日被唐納德·梅克赫茲發現，並將於2018年12月3日通過近日點。據估計，從11月中旬至12月中旬的星等亮度在8至10等之間。
共有三位業餘天文學家發現這顆新彗星：唐納德·梅克赫茲在美國亞利桑那州，藤川繁久與岩本雅之在日本分別發現。這三位業餘天文學家觀測的結果，產生的彗星名字是梅克賀茲-藤川-岩本。
在美國的梅克賀茲使用的是18.5英寸的反射式望遠鏡 。

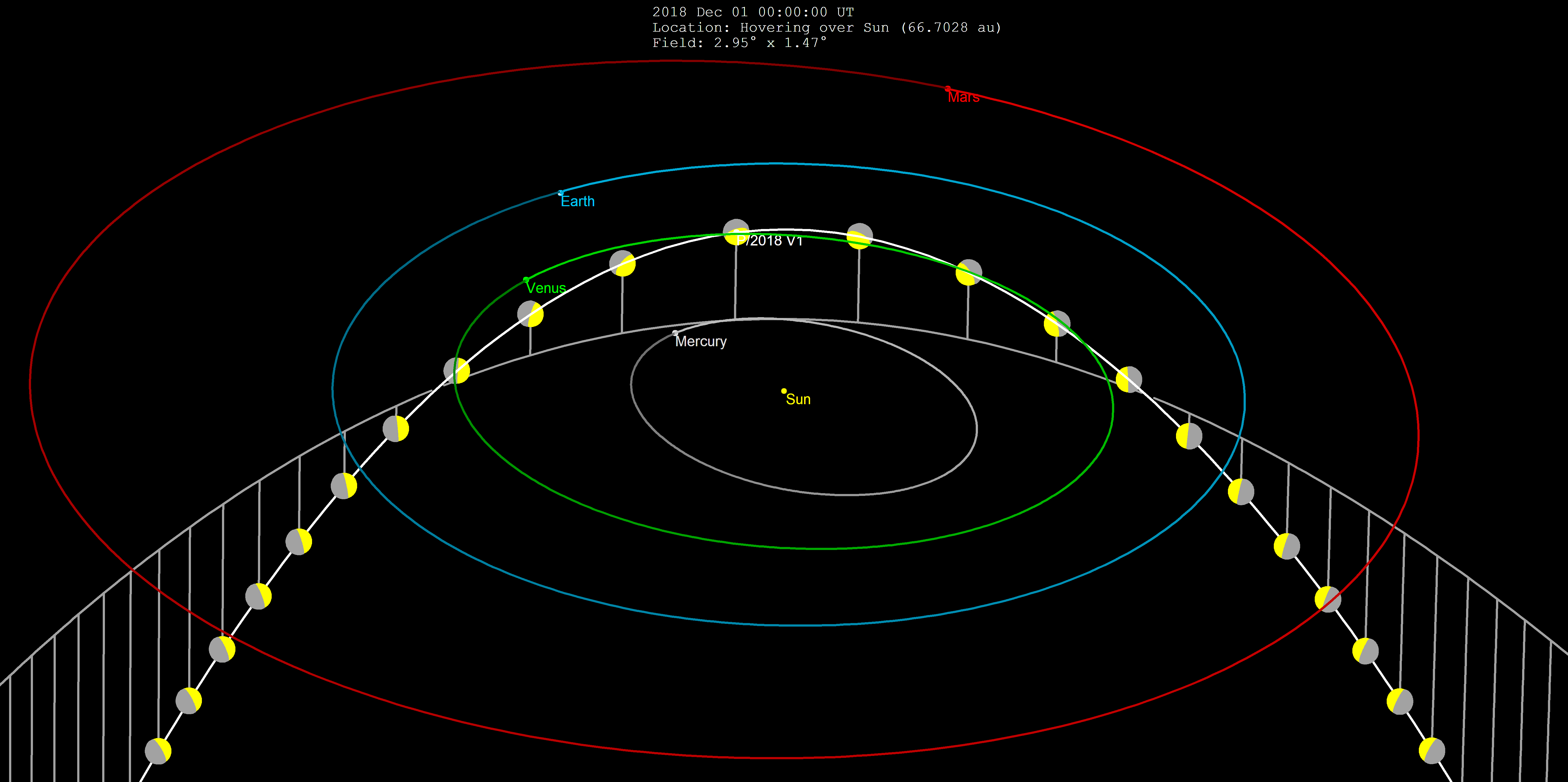
12月初通過近日點的位置在水星軌道上方。